# Кертынов
Кертынов (укр. Кертинів) — село в Новояворовской городской общине Яворовского района Львовской области Украины.
Население по переписи 2001 года составляло 60 человек. Занимает площадь 6,21 км². Почтовый индекс — 81091. Телефонный код — 3259.